# Zonoèdre
Un zonoèdre est un polyèdre convexe où chaque face est un polygone ayant un centre de symétrie. Tout zonoèdre peut être décrit de manière équivalente comme la somme de Minkowski d'un ensemble de segments de droite dans un espace tridimensionnel, ou comme la projection tridimensionnelle d'un hypercube. Les zonoèdres ont été définis à l'origine et étudiés par Evgraf Fedorov, un cristallographe russe.

## Zonoèdres qui pavent l'espace
La motivation originale pour l'étude des zonoèdres réside dans le fait que le diagramme de Voronoï d'un réseau quelconque forme un nid d'abeille uniforme convexe (en) dans lequel les cellules sont des zonoèdres. Un zonoèdre quelconque formé de cette manière peut paver l'espace tridimensionnel et est appelé un paralléloèdre (en) primaire. Chaque paralléloèdre primaire est équivalent combinatoirement à un des cinq types : le cube, le prisme hexagonal, l'octaèdre tronqué, le dodécaèdre rhombique et le dodécaèdre rhombo-hexagonal (en).

## Zonoèdres à partir des sommes de Minkowski
Soit {v0, v1, ...}, une collection de vecteurs tridimensionnels. Avec chaque vecteur vi, nous pouvons associer un segment {xivi|0≤xi≤1}. La somme de Minkowski : {Σxivi|0≤xi≤1}
forme un zonoèdre, et tous les zonoèdres qui contiennent l'origine ont cette forme. Les vecteurs à partir desquels le zonoèdre est formé sont appelés ses générateurs. Cette caractérisation permet de généraliser la définition des zonoèdres en dimensions plus élevées, donnant les zonotopes.
Chaque arête, dans un zonoèdre est parallèle à au moins un des générateurs, et possède une longueur égale à la somme des longueurs des générateurs avec lesquels il est parallèle. Par conséquent, en choisissant un ensemble de générateurs sans paires des vecteurs parallèles, et en fixant les longueurs de tous les vecteurs égales, nous pouvons former une version équilatérale d'un zonoèdre de type combinatoire quelconque.
En choisissant des ensembles de vecteurs avec de hauts degrés de symétrie, nous pouvons former de cette manière des zonoèdres avec au moins autant de symétries. Par exemple, les générateurs également espacés autour de l'équateur d'une sphère, mis ensemble avec une autre paire de générateurs à travers les poles de la sphère forment des zonoèdres de la forme d'un prisme sur les 2k-gones réguliers : le cube, le prisme hexagonal, le prisme octogonal, le prisme décagonal, le prisme dodécagonal, etc.
Les générateurs parallèles aux arêtes d'un octaèdre forment un octaèdre tronqué, et les générateurs parallèles le long des diagonales d'un cube forment un dodécaèdre rhombique.
La somme de Minkowski de deux zonoèdres quelconques est un autre zonoèdre, engendré par l'union des générateurs de deux zonoèdres donnés. Ainsi, la somme de Minkowski d'un cube et d'un octaèdre tronqué forme le grand rhombicuboctaèdre, tandis que la somme du cube avec le dodécaèdre rhombique forme le dodécaèdre rhombique tronqué. Ces deux zonoèdres sont simples (trois faces qui se rencontrent à chaque sommet), comme le petit rhombicuboctaèdre tronqué formé à partir de la somme de Minkowski du cube, de l'octaèdre tronqué et du dodécaèdre rhombique.

## Zonoèdres à partir d'arrangements
L'application de Gauss d'un polyèdre quelconque applique chaque face du polygone vers un point de la sphère unité, et applique chaque arête du polygone en séparant une paire de faces vers un arc de grand cercle connectant les deux points correspondants. Dans le cas d'un zonoèdre, les arêtes entourant chaque face peuvent être groupées en paires d'arêtes parallèles, et lorsqu'elles sont translatées via l'application de Gauss, une paire quelconque de cette sorte devient une paire de segment contigus sur le même grand cercle. Ainsi, les arêtes du zonoèdre peuvent être groupées en zones d'arêtes parallèles, qui correspondent aux segments d'un grand cercle commun sur l'application de Gauss, et le 1-squelette du zonoèdre peut être regardé comme le graphe planaire dual d'un arrangement de grands cercles sur la sphère. Inversement, tout arrangement de grands cercles peut être formé à partir de l'application de Gauss d'un zonoèdre engendré par des vecteurs perpendiculaires aux plans à travers les cercles.
Tout zonoèdre simple correspond, de cette manière à un arrangement simplicial, dans lequel chaque face est un triangle. Les arrangements simpliciaux de grands cercles correspondent via la projection centrale aux arrangements simpliciaux de droites dans le plan projectif, qui a été étudié par Branko Grünbaum (1972). Il a listé trois familles infinie d'arrangements simpliciaux, une d'elles conduit aux prismes lorsqu'elle est convertie en zonoèdres, et les deux autres correspondent aux familles supplémentaires de zonoèdres simples. Il existe aussi beaucoup d'exemples connus qui n'entrent pas dans ces trois familles.

## Types de zonoèdres
Nous avons déjà vu que tout prisme de base un polygone régulier ayant un nombre pair de côtés est un zonoèdre. Ces prismes peuvent être formés de sorte que toutes les faces soient régulières : les deux bases opposées sont des polygones réguliers ayant un nombre pair de côtés ; elles sont connectées entre elles par une suite de faces carrées. Les zonoèdres de ce type sont le cube, le prisme hexagonal, le prisme octogonal, le prisme décagonal, le prisme dodécagonal, etc.
En plus de cette famille infinie de zonoèdre à faces régulières, il existe trois solides d'Archimède, qui sont des omnitroncatures de polyèdres réguliers :
- l'octaèdre tronqué, ayant 6 faces carrées et 8 faces hexagonales (tétraèdre omnitronqué) ;
- le grand rhombicuboctaèdre, ayant 12 faces carrées, 8 hexagonales et 6 octogonales (cube omnitronqué) ;
- le grand rhombicosidodécaèdre, ayant 30 faces carrées, 20 hexagonales et 12 décagonales (dodécaèdre omnitronqué).

De plus, certains solides de Catalan (duaux des solides d'Archimède) sont aussi des zonoèdres :
- le dodécaèdre rhombique de Kepler, dual du cuboctaèdre ;
- le triacontaèdre rhombique, dual de l'icosidodécaèdre.

Autres polyèdres dont toutes les faces sont des losanges :
- le dodécaèdre rhombique de Bilinski ;
- l'icosaèdre rhombique ;
- le rhomboèdre ;
- l'ennéacontaèdre rhombique (en).

| Zonoèdre                                  |                                  | nombre de générateurs | Faces régulières | Isoédrique | Isotoxal | Isogonal | Pave l'espace |
| ----------------------------------------- | -------------------------------- | --------------------- | ---------------- | ---------- | -------- | -------- | ------------- |
| Cube 4.4.4                                | Cube                             | 3                     | Oui              | Oui        | Oui      | Oui      | Oui           |
| Prisme hexagonal 4.4.6                    | Prisme hexagonal                 | 4                     | Oui              | Non        | Non      | Oui      | Oui (en)      |
| 2n-prisme (n > 3) 4.4.2n                  | 2n-prisme                        | n + 1                 | Oui              | Non        | Non      | Oui      | Non           |
| Octaèdre tronqué 4.6.6                    | Octaèdre tronqué                 | 6                     | Oui              | Non        | Non      | Oui      | Oui (en)      |
| Grand rhombicuboctaèdre 4.6.8             | Cuboctaèdre tronqué              | 9                     | Oui              | Non        | Non      | Oui      | Non           |
| Grand rhombicosidodécaèdre 4.6.10         | Icosidodécaèdre tronqué          | 15                    | Oui              | Non        | Non      | Oui      | Non           |
| Dodécaèdre rhombique (de Kepler) V3.4.3.4 | Dodécaèdre rhombique de Kepler   | 4                     | Non              | Oui        | Oui      | Non      | Oui (en)      |
| Dodécaèdre de Bilinski                    | Dodécaèdre rhombique de Bilinski | 4                     | Non              | Non        | Non      | Non      | Oui           |
| Triacontaèdre rhombique V3.5.3.5          | Triacontaèdre rhombique          | 6                     | Non              | Oui        | Oui      | Non      | Non           |
| Dodécaèdre rhombo-hexagonal (en)          | Dodécaèdre rhombo-hexagonal      | 5                     | Non              | Non        | Non      | Non      | Oui           |
| Dodécaèdre rhombique tronqué              | Dodécaèdre rhombique tronqué     | 7                     | Non              | Non        | Non      | Non      | Non           |

## Dissection des zonoèdres
Bien qu'il ne soit pas généralement vrai qu'un polyèdre quelconque puisse être disséqué en un autre polyèdre quelconque de même volume (voir le troisième problème de Hilbert), il est connu que deux zonoèdres quelconques de mêmes volumes peuvent être disséqués l'un dans l'autre.